# ريانتي كارترايت
ريانتي ريانون كارترايت (بالإندونيسية: Rianti Rhiannon Cartwright)‏ هي ممثلة وعارضة إندونيسية.

## روابط خارجية
- ريانتي كارترايت على موقع IMDb (الإنجليزية)
- ريانتي كارترايت على موقع قاعدة بيانات الفيلم (الإنجليزية)